# Perrytown
Perrytown – miasto w Stanach Zjednoczonych, w stanie Arkansas, w hrabstwie Hempstead.